# Svatý Jan nad Malší
Svatý Jan nad Malší – wieś i gmina w Czechach, w powiecie Czeskie Budziejowice, w kraju południowoczeskim. Według danych z dnia 1 stycznia 2014 liczyła 539 mieszkańców.